# Schronisko PTTK Klimczok

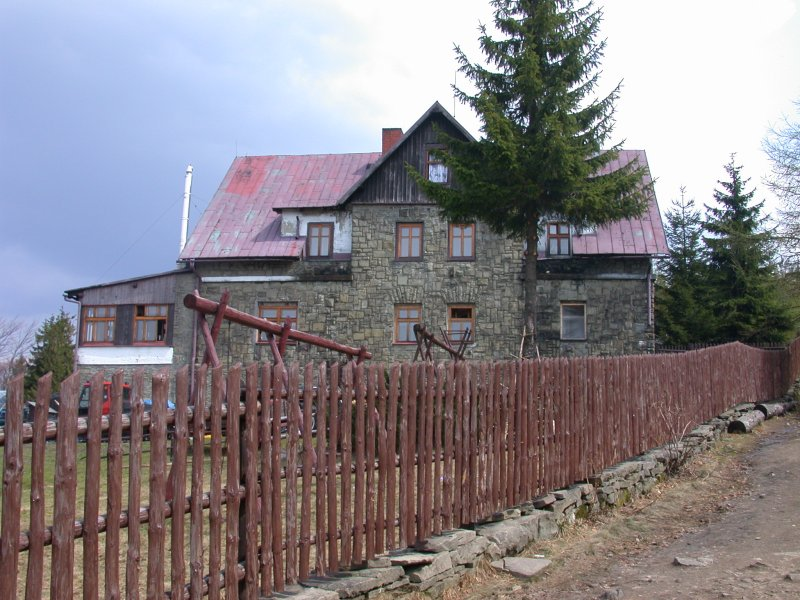
Elewacja zachodnia schroniska

Schronisko PTTK Klimczok – górskie schronisko turystyczne Polskiego Towarzystwa Turystyczno-Krajoznawczego w Beskidzie Śląskim, pomiędzy szczytem Magury i przełęczą Siodło, na wysokości 1052 m n.p.m. Nazwa schroniska nawiązuje do szczytu Klimczoka, znajdującego się w odległości 700 m na zachód od budynku schroniska.

## Historia
Według niektórych źródeł już w 1841 roku na Klimczoku znajdowała się niewielka gajówka lub chatka myśliwska. W 1869 roku na polecenie Friedericha Suttera, nadleśniczego dóbr łodygowickich, na grzbiecie Magury zbudowano pierwsze drewniane schronisko, od nazwiska właścicielki dóbr (Klementyny von Primavesi) nazwane Klementinenhütte (Klementynówka). Obiekt służył głównie myśliwym podczas polowań, a jego najczęstszym gościem był zięć Klementyny i dziedzic majątku łodygowickiego, baron Adolf von Klobus. Z tego powodu za pierwsze prawdziwe schronisko turystyczne w śląskich Beskidach uznaje się budynek na górze Jaworowy (obecnie w Czechach).
Z inicjatywy niemieckiej organizacji turystycznej Beskidenverein z Bielska obiekt rozbudowano w latach 1894–1895 tak, by mógł służyć również turystom, ale podczas otwarcia 5 maja 1895 budynek spłonął. Schronisko odbudowano i uroczyście otwarto po raz kolejny 26 maja 1897. Klementinenhütte miało jednak pecha – płonęło jeszcze dwukrotnie, w 1910 i 1913, dlatego w 1914 wybudowano obiekt całkowicie nowy, murowany z kamienia, który z niewielkimi zmianami istnieje do dziś. Schronisko posiadało na parterze restaurację, bufet, dwie sale jadalne i jedną sypialnię. Dalsze siedem pokoi noclegowych urządzono na piętrze. Łącznie nowa Klementynówka dysponowała 40 miejscami noclegowymi.
W 1926 powstała w budynku i krótko działała stacja turystyczna Polskie Towarzystwo Tatrzańskie. Pod naciskiem Beskidenverein baron Klobus odstąpił od umowy z PTT, sprzedając obiekt organizacji niemieckiej. Z powodu trwającego konfliktu pomiędzy tą niemiecką organizacją a polskimi organizacjami turystycznymi zaglądali tutaj głównie turyści niemieccy. W nocy z 1 na 2 lutego 1935 pożar strawił dach schroniska.
Podczas II wojny światowej schroniskiem zarządzał nadal jego przedwojenny dzierżawca, Emil Girsig, znany ze swej antypolskiej postawy. W początkowym okresie turyści nadal chętnie odwiedzali Klimczok. Zimą na stokach Klimczoka jeździli na nartach bielscy Niemcy, a do czasu konfiskaty przez okupanta nart - również Polacy, członkowie przedwojennych klubów sportowych i turystycznych. W jeździe na nartach szkolili się tutaj żołnierze Wehrmachtu, a w 1942 w schronisku zainstalował się posterunek obserwacyjny Luftwaffe. Dzierżawca obiektu nie miał więc powodów do narzekań na brak dochodów, do tego stopnia, że po drugiej stronie szczytu Magury ukończył budowę kolejnego schroniska turystycznego, znanego pod nazwą „Magura-Kąpielisko”.
Jesienią 1944, w obliczu zbliżającego się frontu, Niemcy włączyli schronisko w system umocnień biegnących od Magury przez Klimczok, Szyndzielnię, Trzy Kopce i Błatnią po Skoczów. Budynek obsadził Wehrmacht, a Giersig, jego dzierżawca, uciekł na zachód. Po zdobyciu Bielska przez Armię Czerwoną 12 lutego 1945, linia frontu utrzymywała się na grzbiecie Magury i Klimczoka przez ponad sześć tygodni.
W bezpośredniej bliskości schroniska nie toczyły się żadne walki. Obiekt nie odniósł też znaczących szkód od ostrzału radzieckiej artylerii i wyszedł z wojny bez większych zniszczeń. Po ustąpieniu Niemców rozkradziona została jednak większość wyposażenia.
Natychmiast po zakończeniu działań wojennych schronisko przejęli działacze reaktywowanych już 18 lutego 1945 oddziałów Polskiego Towarzystwa Tatrzańskiego z Bielska i Białej (już jako wspólnego Oddziału Bielsko-Bialskiego). Prowizorycznie urządzone, zostało uruchomione już w czerwcu 1945. Jego pierwszym kierownikiem został Bronisław Jarosz, uprzednio wieloletni kierownik schroniska na Wielkiej Raczy. Od 1950 obiekt występuje pod szyldem Polskiego Towarzystwa Turystyczno-Krajoznawczego, które do 1961 obiekt gruntownie wyremontowało m.in. dobudowując od strony wschodniej nowe skrzydło.
W 1997 przy schronisku wybudowano mały basen kąpielowy.
Od 1945 gospodarzami schroniska byli: Bronisław Jarosz, Alfred Bitniok, Krystyna i Tadeusz Pudłowie, Paweł Murzyn, Adam Białek, Jolanta i Zdzisław Zajiczkowie, Kazimiera i Kazimierz Haręźlakowie, Jerzy Witkowski oraz Dorota i Zdzisław Kuklowie.

## Warunki pobytu
- 50 miejsc noclegowych w pokojach 2, 3, 4, 5 i 6-osobowych z łazienkami
- bufet
- pełne wyżywienie
- basen kąpielowy
- ścianka wspinaczkowa o wysokości 7 m
- wyciąg narciarski (w pobliżu)

Nieopodal schroniska znajduje się budynek GOPR.

## Szlaki turystyczne
W otoczeniu schroniska znajduje się gęsta sieć szlaków turystycznych – między innymi do Schroniska PTTK na Błatniej i do Chaty Wuja Toma na Przełęczy Karkoszczonka.